# Monticello Brianza
Monticello Brianza – miejscowość i gmina we Włoszech, w regionie Lombardia, w prowincji Lecco.
Według danych na rok 2004 gminę zamieszkiwało 4186 osób, 1046,5 os./km².